# Liste der State-, U.S.- und Interstate-Highways in Kansas
Dies ist eine Aufstellung von State Routes, U.S. Highways und Interstates im US-Bundesstaat Kansas, nach Nummern.

## State Routes
Gegenwärtige Strecken:
- Kansas Highway 1
- Kansas Highway 2
- Kansas Highway 3
- Kansas Highway 4
- Kansas Highway 5
- Kansas Highway 6
- Kansas Highway 7
- Kansas Highway 8
- Kansas Highway 9
- Kansas Highway 10
- Kansas Highway 12
- Kansas Highway 13
- Kansas Highway 14
- Kansas Highway 15
- Kansas Highway 16
- Kansas Highway 17
- Kansas Highway 18
- Kansas Highway 19
- Kansas Highway 20
- Kansas Highway 22
- Kansas Highway 23
- Kansas Highway 25
- Kansas Highway 26
- Kansas Highway 27
- Kansas Highway 28
- Kansas Highway 30
- Kansas Highway 31
- Kansas Highway 32
- Kansas Highway 33
- Kansas Highway 34
- Kansas Highway 39
- Kansas Highway 41
- Kansas Highway 42
- Kansas Highway 43
- Kansas Highway 44
- Kansas Highway 46
- Kansas Highway 47
- Kansas Highway 49
- Kansas Highway 51
- Kansas Highway 52
- Kansas Highway 53
- Kansas Highway 55
- Kansas Highway 57
- Kansas Highway 58
- Kansas Highway 60
- Kansas Highway 61
- Kansas Highway 62
- Kansas Highway 63
- Kansas Highway 64
- Kansas Highway 65
- Kansas Highway 66
- Kansas Highway 67
- Kansas Highway 68
- Kansas Highway 71
- Kansas Highway 74
- Kansas Highway 76
- Kansas Highway 78
- Kansas Highway 79
- Kansas Highway 80
- Kansas Highway 82
- Kansas Highway 84
- Kansas Highway 85
- Kansas Highway 86
- Kansas Highway 87
- Kansas Highway 88
- Kansas Highway 89
- Kansas Highway 92
- Kansas Highway 94
- Kansas Highway 95
- Kansas Highway 96
- Kansas Highway 98
- Kansas Highway 99
- Kansas Highway 101
- Kansas Highway 102
- Kansas Highway 103
- Kansas Highway 104
- Kansas Highway 105
- Kansas Highway 106
- Kansas Highway 110
- Kansas Highway 111
- Kansas Highway 112
- Kansas Highway 113
- Kansas Highway 114
- Kansas Highway 115
- Kansas Highway 116
- Kansas Highway 117
- Kansas Highway 118
- Kansas Highway 119
- Kansas Highway 120
- Kansas Highway 121
- Kansas Highway 123
- Kansas Highway 126
- Kansas Highway 128
- Kansas Highway 130
- Kansas Highway 131
- Kansas Highway 132
- Kansas Highway 134
- Kansas Highway 136
- Kansas Highway 137
- Kansas Highway 138
- Kansas Highway 139
- Kansas Highway 140
- Kansas Highway 141
- Kansas Highway 143
- Kansas Highway 144
- Kansas Highway 146
- Kansas Highway 147
- Kansas Highway 148
- Kansas Highway 149
- Kansas Highway 150
- Kansas Highway 152
- Kansas Highway 153
- Kansas Highway 154
- Kansas Highway 156
- Kansas Highway 157
- Kansas Highway 161
- Kansas Highway 163
- Kansas Highway 167
- Kansas Highway 168
- Kansas Highway 170
- Kansas Highway 171
- Kansas Highway 173
- Kansas Highway 175
- Kansas Highway 177
- Kansas Highway 178
- Kansas Highway 179
- Kansas Highway 181
- Kansas Highway 182
- Kansas Highway 184
- Kansas Highway 185
- Kansas Highway 186
- Kansas Highway 187
- Kansas Highway 188
- Kansas Highway 189
- Kansas Highway 190
- Kansas Highway 191
- Kansas Highway 192
- Kansas Highway 193
- Kansas Highway 194
- Kansas Highway 195
- Kansas Highway 196
- Kansas Highway 197
- Kansas Highway 198
- Kansas Highway 199
- Kansas Highway 201
- Kansas Highway 202
- Kansas Highway 203
- Kansas Highway 204
- Kansas Highway 205
- Kansas Highway 206
- Kansas Highway 209
- Kansas Highway 210
- Kansas Highway 211
- Kansas Highway 212
- Kansas Highway 214
- Kansas Highway 215
- Kansas Highway 216
- Kansas Highway 217
- Kansas Highway 218
- Kansas Highway 219
- Kansas Highway 221
- Kansas Highway 223
- Kansas Highway 224
- Kansas Highway 228
- Kansas Highway 231
- Kansas Highway 232
- Kansas Highway 233
- Kansas Highway 234
- Kansas Highway 236
- Kansas Highway 237
- Kansas Highway 238
- Kansas Highway 239
- Kansas Highway 243
- Kansas Highway 244
- Kansas Highway 245
- Kansas Highway 246
- Kansas Highway 247
- Kansas Highway 248
- Kansas Highway 249
- Kansas Highway 251
- Kansas Highway 252
- Kansas Highway 253
- Kansas Highway 254
- Kansas Highway 255
- Kansas Highway 256
- Kansas Highway 257
- Kansas Highway 258
- Kansas Highway 260
- Kansas Highway 261
- Kansas Highway 264
- Kansas Highway 266
- Kansas Highway 267
- Kansas Highway 268
- Kansas Highway 271
- Kansas Highway 274
- Kansas Highway 276
- Kansas Highway 277
- Kansas Highway 278
- Kansas Highway 279
- Kansas Highway 284
- Kansas Highway 285
- Kansas Highway 360
- Kansas Highway 383

## U.S. Highways

### Gegenwärtige Strecken
- U.S. Highway 24
- U.S. Highway 36
- U.S. Highway 40
- U.S. Highway 50
- U.S. Highway 54
- U.S. Highway 56
- U.S. Highway 59
- U.S. Highway 66
- U.S. Highway 69
- U.S. Highway 73
- U.S. Highway 75
- U.S. Highway 77
- U.S. Highway 81
- U.S. Highway 83
- U.S. Highway 159
- U.S. Highway 160
- U.S. Highway 166
- U.S. Highway 169
- U.S. Highway 177
- U.S. Highway 183
- U.S. Highway 270
- U.S. Highway 281
- U.S. Highway 283
- U.S. Highway 400

### Außer Dienst gestellte Strecken
- U.S. Highway 40N
- U.S. Highway 40S
- U.S. Highway 50N
- U.S. Highway 50S
- U.S. Highway 73E
- U.S. Highway 73W
- U.S. Highway 154
- U.S. Highway 156
- U.S. Highway 250
- U.S. Highway 383

## Interstate Highways
- Interstate 35
- Interstate 70
- Interstate 135
- Interstate 235
- Interstate 335
- Interstate 435
- Interstate 470
- Interstate 635
- Interstate 670